# Кристи Лейк
Кристи Лейк (на английски: Christi Lake) е бивша американска порнографска актриса и режисьор на порнографски филми, родена на 12 декември 1964 г. в град Минеаполис, щата Минесота, САЩ.

## Награди
- 2002: FOXE награда – любимка на феновете.[2]
- 2004: Legends of Erotica – плътски медал на честта.[3]
- 2007: XRCO зала на славата (специална награда).[4]